# Lucia St. Clair Robson
Lucia St. Clair Robson (* vor 1964 in Baltimore, Maryland) ist eine US-amerikanische Schriftstellerin.

## Leben
Lucia St. Clair Robson wuchs im südlichen Florida auf. 1964 schloss sie ihr Studium an der University of Florida ab und zog im Rahmen des Friedenscorps für zwei Jahre nach Venezuela. Zurück in den USA arbeitete sie als Lehrerin in Brooklyn. Nach einem Jahr in Japan (1970) lebte sie an verschiedenen Orten in South Carolina, Arizona und Florida. In Tallahassee absolvierte sie die Ausbildung zur Bibliothekswissenschaftlerin und arbeitete anschließend in einer öffentlichen Bibliothek in Maryland. In der Bibliothek stieß sie auf die Biographie von Cynthia Ann Parker, deren Erlebnissen bei den Comanche sie später ihren ersten Roman mit dem Titel Ride the Wind (deutsch: Die mit dem Wind reitet) widmete. Das Buch erschien 1982 und schaffte es auf die Bestsellerlisten der New York Times und Washington Post.
2024 erschien Die mit dem Wind reitet als erstes deutschsprachiges Audiobook der Autorin im FLOHVerlag Dießen am Ammersee. Sprecherin: Jutta Schmuttermaier, Regie: Dick Städtler, Produktion und Technik: Vridolin Enxing.

## Werke

### Deutsch
- Die mit dem Wind reitet (Original: Ride the Wind, 1982): Cynthia Ann Parkers Leben bei den Comanche
- Tiana (Original: Walk in My Soul, 1985): Sam Houston und der Pfad der Tränen der Cherokee
- In der Ferne ein Feuer (Light a Distant Fire, 1988) Osceola im Zweiten Seminolenkrieg
- Die Tokaido-Straße  (Original: The Tokaido Road, 1991): Rache der 47 Rōnin im feudalistischen Japan
- Mutiges Herz, Wildes Land (Original: Mary's Land, 1995), Pionierin Margaret Brent in Maryland im Jahre 1638
- Westwärts ohne Furcht (Original: Fearless, A Novel of Sarah Bowman, 1998): Geschichte von Sarah Bowman im Amerikanisch-Mexikanischen Krieg
- Die Schwester des Apachen (Original: Ghost Warrior, Lozen of the Apaches, 2003): Leben von Lozen bei den Apachen

### Englisch
- Shadow Patriots, 2005: Geschichte des Culper Rings im Amerikanischen Unabhängigkeitskrieg
- Last Train from Cuernavaca: Zwei Frauen während der Mexikanischen Revolution